# Joseph Laycock
Sir Joseph Frederick Laycock KCMG, DSO (* 12. Juni 1867 in Newcastle upon Tyne; † 10. Januar 1952 in Wiseton in Nottinghamshire) war ein britischer Motorbootfahrer. 
Laycock nahm an den Olympischen Spielen 1908 in London über 40 Seemeilen in der A-Klasse teil. Er war ein Besatzungsmitglied auf dem Boot Wolseley-Siddeley, das Hugh Grosvenor, 2. Duke of Westminster, gehörte. Zusammen mit ihm und George Clowes startete er im Duell gegen das Kontrahentenboot Dylan mit Thomas Scott-Ellis, 8. Baron Howard de Walden, und Alfred Fentiman. Die Dylan musste allerdings das Rennen nach der ersten Runde verlassen und, da kurz darauf auch schlechtes Wetter das verbleibende Boot Grosvenors behinderte, wurde das Rennen auf den nächsten Tag verschoben. Im zweiten Versuch wurde dann George H. Atkinson statt Joseph Laycock eingesetzt. Nun war der Konkurrent der Franzose Émile Thubron auf der Camille, der einzige nicht britische Teilnehmer im Feld. Die Wolseley-Siddeley lief nach zwischenzeitlicher Führung auf Grund und musste den Wettkampf aufgeben. So erreichte Thubrons nach 2:26:53 Stunden als Einziger das Ziel und gewann die Goldmedaille.
Das Boot Wolseley-Siddeley war nach den eingebauten Automotoren benannt und hatte bei früheren Rennen sogar eine Geschwindigkeit von bis zu 56 km/h erreicht.
Nach 1908 wurde Motorbootsport niemals mehr olympische Disziplin, sodass Joseph Laycock einer von wahrscheinlich nur 13 oder 14 Teilnehmern war, die je bei olympischen Motorbootwettbewerben gestartet sind.
Joseph Laycock war Oberst der Nottinghamshire Battery Royal Horse Artillery. Im Ersten Weltkrieg diente er im Mittleren Osten in der Einheit des Duke of Westminster, die mit Rolls-Royce Armoured Cars ausgerüstet war. Der Verband kam unter anderem gegen die Senussi in Libyen zum Einsatz. Sein Sohn, Sir Robert Laycock, war im Zweiten Weltkrieg Offizier der British Army.